# Oton Leški
Oton Leški (iz Lecka) (ok. 1370 - 20. oktober 1428), pokopan v cerkvi 's Heerenberga, gospod Hedelski in Almsteenski, vitez 1396. Od leta 1392 je bil uradnik v Kleveju.
Bil je sin Janeza II. Polanenskega, gospoda Polanenskega in Leškega, in njegove tretje žene Margarete Lippejske (hčerke Otona Lippeja in Irmgarde iz Marka).
Kljub poroki z Berško hčerko naslednico Oton nikoli ni bil gospod Berški, njegova žena Sofija je umrla pred očetom. Po njegovi smrti leta 1416 ga je nasledil njegov vnuk Viljem II. Leški.

## Poroka in otroci
Pred letom 1396 se je poročil s Sofijo Berško (okoli 1370 - 27. maj 1412), naslednico gospostev Bergha in Bilandta. Bila je hči Friderika III. († 1416), gospoda Berškega in Bilandtskega, in Katarine Burenske.
Oton je imel iz zakona s Sofijo enega otroka:
- Viljem II. Leški (1404-1465), gospod Berški od leta 1416